# آریما نورییوری
آریما نورییوری (به ژاپنی: 有馬則頼 Arima Noriyori); ۱۸ مارس ۱۵۳۳ – ۱۳ سپتامبر ۱۶۰۲) سامورایی، دایمیو در ولایت ستسو در خدمت تویوتومی هیده‌یوشی بعداً توکوگاوا ایه‌یاسو بود. او به عنوان استاد چای مشهور بود.